# Szablya

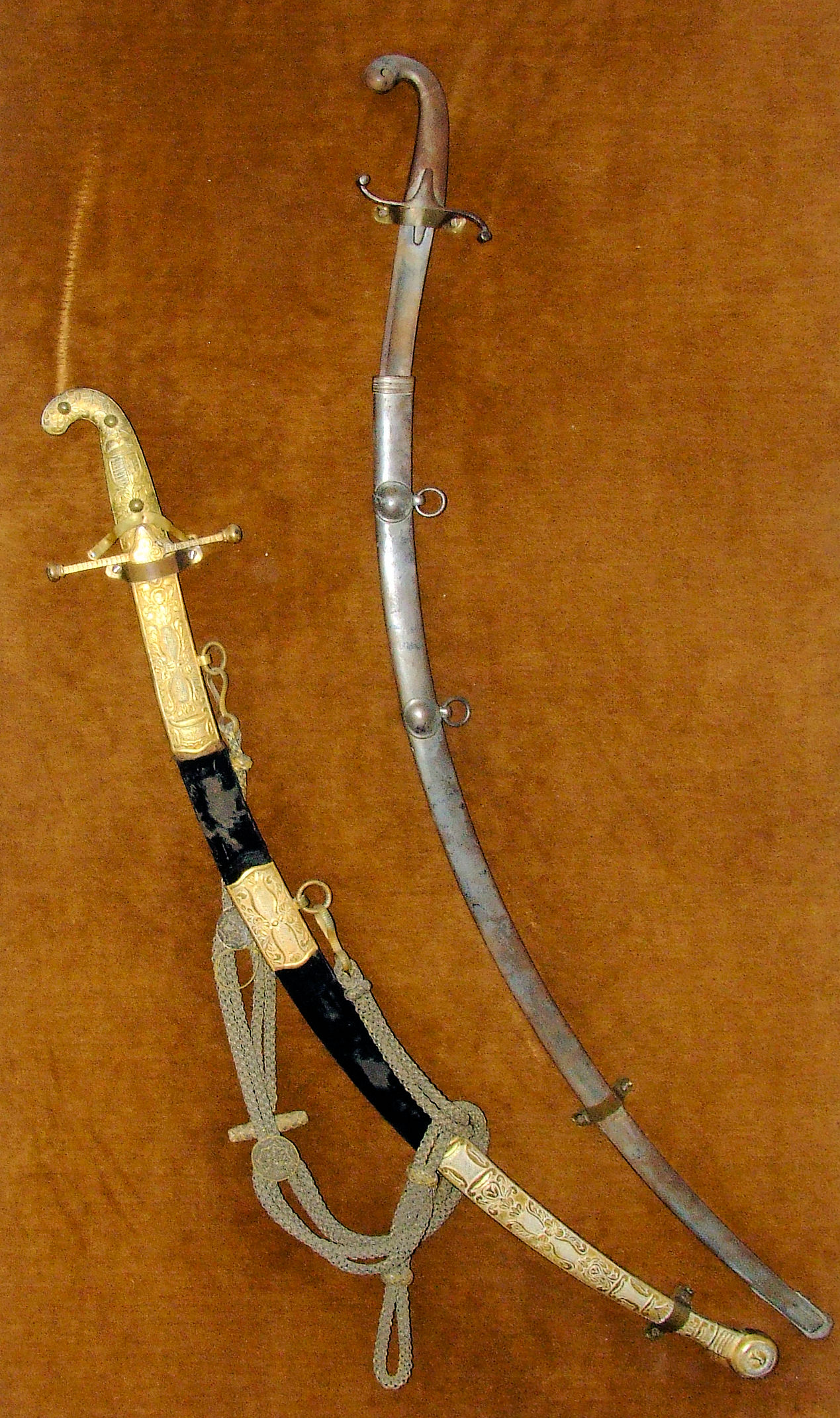
Kelemen József jurátus szablyája és a Kelemen család díszszablyája

A szablya egyélű ívelt pengéjű kard, amelynek a külső éle ki van élesítve. Hosszúsága 70-111 cm, ebből a penge hossza 60-99 cm-nyi. Belső-Ázsiából és Kínából származik, Európába az ázsiai lovas népekkel került be, ebben oroszlánrésze volt a magyaroknak. Elnevezése is a népvándorlás korában honosodott meg a szlávoknál, majd később a nyugat-európai népeknél is. 
Előnye, hogy kisebb erő kifejtésével is mélyebb sebeket ejt, mint az egyenes kard. Az íveltség következtében a penge éle kisebb felületen éri a célt, tehát könnyebben behatol, emellett a penge egyidejű húzása is mélyíti a sebet. A hasító mozdulat erejét a markolat ferde kiképzése is növeli, ha a szablyát a harcos csuklóból mozgatja. Előnye továbbá a kis méretű könnyű szablyának a lóról való alkalmazhatósága. A lovas fegyverét a ló leggyorsabb mozgása közben is képes különböző irányokba forgatni, vágtában suhintásszerűen az ellenfélre sújtani. A szablya egyedüli hátránya, hogy a vaspáncéllal szemben hatástalan.
A Kárpát-medencében legelőször a népvándorlás korában tűnt fel  a szablya. Két változatban fordult elő, egyik a szarmata-hun, másik az avar szablya. A középkori Magyarországon a szablya használata visszaszorult és inkább a kétélű kardok terjedtek el. Csak a török uralom idején, majd a huszárok fegyvereként vált ismét gyakorivá.
Hazánkban ma az egyik leghíresebb szablya a Balassi Bálint-emlékkard, a nemzetközi irodalmi díj, amelyet Balassa Menyhért szablyája alapján mintáztak. Ez utóbbi kard a Nemzeti Múzeum 16. századi termében tekinthető meg.